# Andrakammarvalet i Sverige 1928
Andrakammarvalet i Sverige 1928 (även kallat "kosackvalet") hölls den 15–21 september 1928.

## Valkampanj

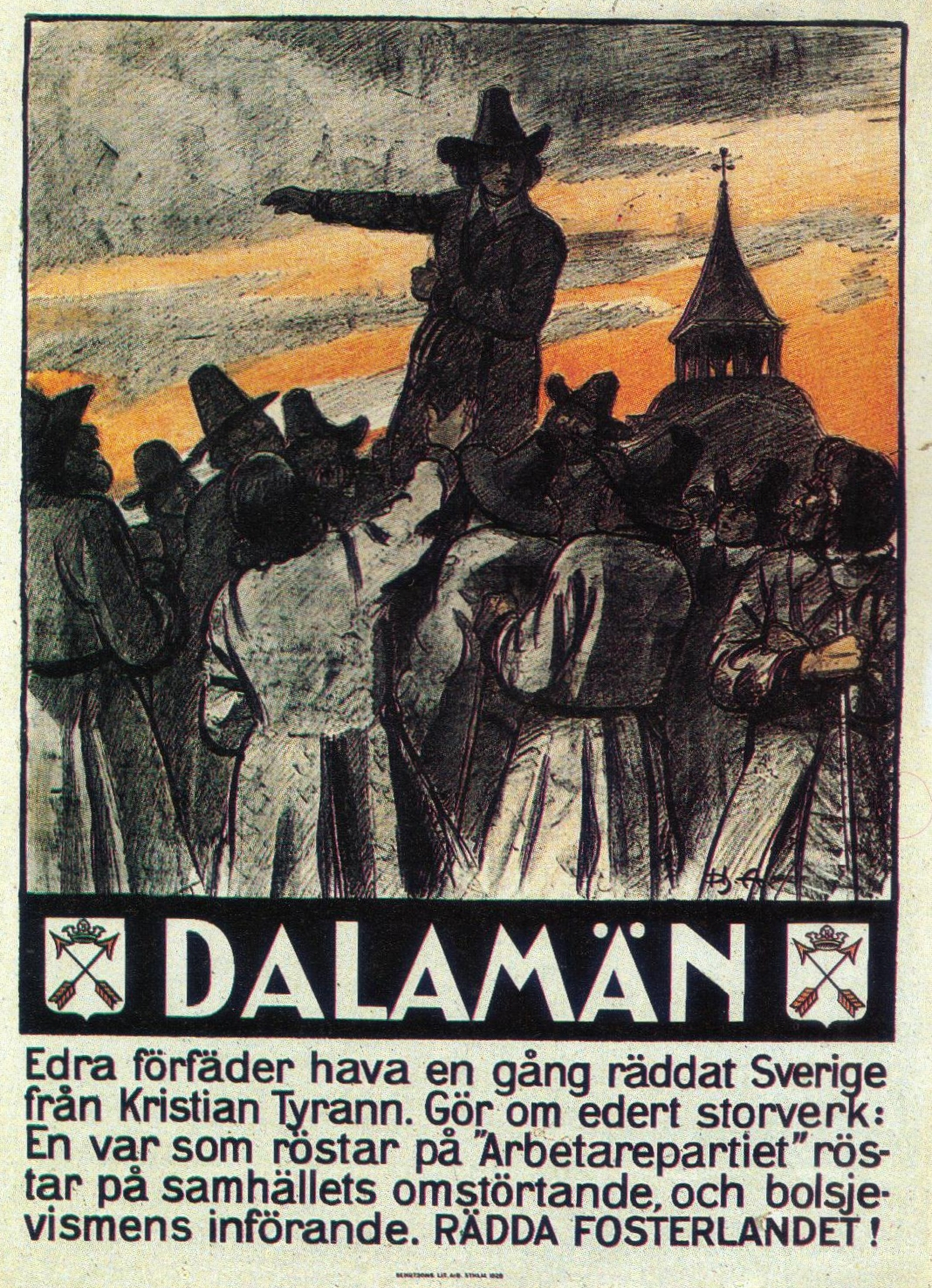
Valaffisch från Allmänna valmansförbundet.

Vid en motion om arvsskatt till vårriksdagen 1928 hade socialdemokraternas Ernst Wigforss skrivit "Fattigdomen fördrages med jämnmod då den delas av alla. Den blir outhärdlig, då den dagligen kan jämföras med andras överflöd och om den framstår såsom onödig, som ett tillfälligt resultat av sådana anordningar, som kunna ändras." De borgerliga partierna tolkade "Fattigdomen fördrages med jämnmod då den delas av alla." som att Wigforss ansåg att fattigdomen var eftersträvansvärd. De borgerliga partierna och den borgerliga pressen kritiserade också socialdemokraterna mycket starkt för deras förslag till skärpt arvsbeskattning. Bland annat kallade tidningen Nya Dagligt Allehanda, ett av högerns ledande organ, förslaget för "rent bolsjevikiskt".
Även 1925 års försvarsbeslut var en viktig valfråga.
Socialdemokraterna hade ett valtekniskt samarbete med Sveriges kommunistiska parti (SKP) i form av en allians med gemensamma beteckningen Arbetarepartiet. Detta valtekniska samarbete användes särskilt av högern i propagandasyfte för att sammankoppla socialdemokraterna med bolsjevikerna i Sovjetunionen. I synnerhet då SKP var ett av partierna i Kommunistiska internationalen och därmed organisatoriskt underställt Moskvakommunisterna.
På valaffischerna användes en väldigt hätsk ton mot meningsmotståndarna. I olika valaffischer tecknade av Gunnar Widholm menade Sveriges Nationella Ungdomsförbund (fristående Ungdomsförbund närliggande Allmänna Valmansförbundet) att en vänsterseger skulle innebära olika hemskheter, bland annat visade en affisch hur kvinnor såldes som slavar. Socialdemokraterna hade ett par affischer tecknade av Ivar Starkenberg med karikatyrer av Frisinnade folkpartiets partiledare, statsminister Ekman.
Även de borgerliga partierna hade ett valtekniskt samarbete med varandra.
Valet hölls den 15 september i Göteborg, Fyrstadkretsen i Skåne samt några andra städer, den 16 september i övriga landet förutom Stockholm och slutligen den 21 september i Stockholm.

### Partiernas valaffischer
Allmänna valmansförbundets/Sverige nationella ungdomsförbunds affischer
- Ni röstar på "Arbetarepartiet" – Er röst går till Moskva! – Sveriges Nationella Ungdomsförbund
- En var som röstar på "Arbetarepartiet" röstar för Moskva – Sveriges Nationella Ungdomsförbund
- Skall kulturgränsen flyttas längre västerut? Rösta med de borgerliga – Sveriges Nationella Ungdomsförbund
- DU som röstar på "ARBETAREPARTIET" röstar för beslagtagande av enskild egendom, DU blir av med dina sparade pengar – Sveriges Nationella Ungdomsförbund
- DALAMÄN Edra förfäder hava en gång räddat Sverige ifrån Kristian Tyrann. Gör om edert storverk: En var som röstar på "Arbetarepartiet" röstar på samhällets omstörtande och bolsjevismens införande. RÄDDA FOSTERLANDET! – Sveriges Nationella Ungdomsförbund
- Envar som röstar på "Arbetarepartiet", röstar för familjebandens upplösning, barnens förvildning och sedernas förfall – Sveriges Nationella Ungdomsförbund
- Tänk på barnen. Rösta med de borgerliga. Sveriges Nationella Ungdomsförbund

Socialdemokraternas och kommunisternas affischer med beteckning "Arbetarepartiet"
- Nyckeln till verklig framgång i det sociala reformarbetet heter arbetaremajoritet – rösta med Arbetarpartiet.
- "Över klasspartierna" är Ekmans paroll – i verkligheten är han förankrad hos överklasspartiet. Rösta med Arbetarpartiet
- Den arbetare som glömmer tvångslagarna och valskolkar är värd att kallas politisk strejkbrytare. Rösta med Arbetarepartiet socialdemokraterna
- Vak opp – valskolkarna i Sverige uppgingo till 1,568,295 under valet 1924. Rösta med Arbetarpartiet
- Du röstar vid riksdagsvalet under parollen "Klass mot Klass" på Kommunistiska Partiet – det enda parti som i gärning är ett arbetarparti. – SKP

Frisinnade/liberala affischer
- Varje röst på de folkfrisinnade kan premiera odugligheten – varje röst på arbetarpartiet kan sätta in en kommunist – rösta med De liberala

## Valresultat

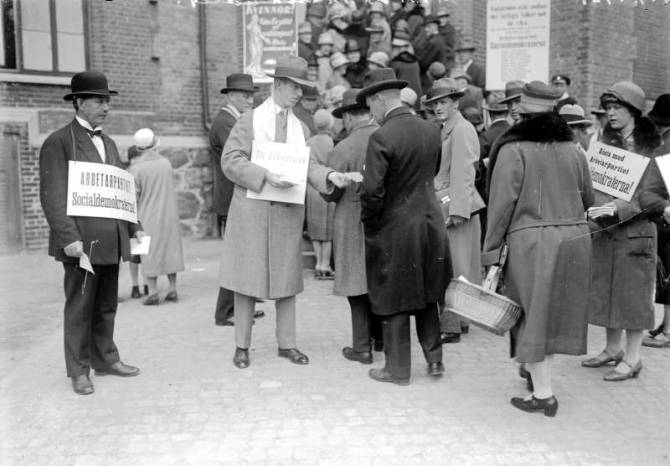
Valarbetare vid en vallokal den 15 september 1928 i Göteborg.

För samtliga genom valet invalda riksdagsmän, se Lista över ledamöter av Sveriges riksdags andra kammare 1929-1932.
| Parti | Parti                                     | Partiledare       | Röster  | Röster | Röster | Mandatfördelning | Mandatfördelning |
| Parti | Parti                                     | Partiledare       | Antal   | %      | +− %   | Antal            | +−               |
| ----- | ----------------------------------------- | ----------------- | ------- | ------ | ------ | ---------------- | ---------------- |
|       | Sveriges socialdemokratiska arbetareparti | Per Albin Hansson | 873 931 | 37,0   | −4,1   | 90               | −14              |
|       | Allmänna valmansförbundet                 | Arvid Lindman     | 692 434 | 29,4   | +3,2   | 73               | +8               |
|       | Frisinnade folkpartiet                    | Carl Gustaf Ekman | 303 995 | 12,9   | −0,1   | 28               | +-0              |
|       | Bondeförbundet                            | Olof Olsson       | 263 501 | 11,2   | +0,4   | 27               | +4               |
|       | Sveriges kommunistiska parti              | Nils Flyg         | 151 567 | 6,4    | +2,8   | 8                | +3               |
|       | Liberala riksdagspartiet                  | Eliel Löfgren     | 70 820  | 3,0    | −0,9   | 4                | −1               |

| Partier utan representation i andra kammaren | Partier utan representation i andra kammaren | Partier utan representation i andra kammaren | 2 563 | 0,1 | — | 0 |     |
|                                              | Fred och rätt                                | ?                                            | 1 037 | 0,1 | — | 0 | +-0 |
|                                              | Mot monopolen                                | ?                                            | 712   | 0,0 | — | 0 | +-0 |
|                                              | Fria listan                                  | ?                                            | 301   | 0,0 | — | 0 | +-0 |
|                                              | Kvinnolistan                                 | ?                                            | 186   | 0,0 | — | 0 | +-0 |
|                                              | Västgötaallmogens fria grupp                 | ?                                            | 175   | 0,0 | — | 0 | +-0 |
|                                              | Övriga partier                               | —                                            | 152   | 0,0 | — | 0 | —   |

|                      | Borgerliga blocket (BF + FFP + AV + LRP) | —                    | 1 330 750         | 56,5  | — | 132 | — |
|                      | Socialistiska blocket (S + SKP)          | —                    | 1 025 498         | 43,4  | — | 98  | — |
| Antal giltiga röster | Antal giltiga röster                     | Antal giltiga röster | 2 358 811         | 100,0 |   | 230 |   |
| Ogiltiga röster      | Ogiltiga röster                          | Ogiltiga röster      | 4 490             |       |   |     |   |
| Totalt               | Totalt                                   | Totalt               | 2 363 168 (67,4%) |       |   |     |   |

- Fred och rätt erhöll samtliga sina röster i Södermanlands läns valkrets.
- Mot monopolen erhöll samtliga sina röster i Örebro läns valkrets.
- Fria listan erhöll samtliga sina röster i Hallands läns valkrets.
- Kvinnolistan erhöll samtliga sina röster i Stockholms stads valkrets.
- Västgötaallmogens fria grupp erhöll samtliga sina röster i Skaraborgs läns valkrets.

Källa: SCB: Riksdagsmannavalen 1925-1928

## Regeringsbildning
Den 26 september inlämnade regeringen Ekman I sin avskedsansökan. Kungen vände sig då till högerns Arvid Lindman för att bilda en borgerlig koalitionsregering. Liberalerna och de frisinnade var ej längre intresserade av att delta i regeringen och Bondeförbundet ansåg att nackdelarna med en koalitionsregering övervägde fördelarna. Den 1 oktober bildades därför en ren högerregering, regeringen Lindman II.